# Abborrsjön (Borås socken, Västergötland)
Abborrsjön är en sjö i Borås kommun i Västergötland och ingår i Rolfsåns huvudavrinningsområde. Sjön är 23 meter djup, har en yta på 0,039 kvadratkilometer och är belägen 239 meter över havet.